# Xerox 914
La Xerox 914 è una fotocopiatrice xerografica, prodotta dalla Xerox Corporation, azienda leader nel settore di fotocopiatrici e stampanti. Messa in commercio nel 1959, vanta il primato di essere la prima fotocopiatrice xerografica ad essere stata prodotta.
Dato il peso di circa 290 kg e la complessità di funzionamento, chi doveva metterla in funzione doveva seguire un corso apposito. Fu costruita per 17 anni consecutivamente e la rivista Fortune la denominò "il prodotto di maggior successo mai realizzato e commercializzato negli Stati Uniti".
La fotocopiatrice segnò un'epoca nell'editoria, permettendo di effettuare fotocopie in minor tempo e a costi molto bassi, diffondendosi in ambienti di lavoro quali uffici o scuole.